# Kailarsenia
Kailarsenia es un género con seis especies de plantas con flores perteneciente a la familia de las rubiáceas. Es nativo de Indochina y Malasia.

## Taxonomía
El género fue descrito por Deva D. Tirvengadum y publicado en Nordic Journal of Botany 3(4): 462–464, f. 4. 1983. La especie tipo es: Kailarsenia tentaculata (Hook.f. Tirveng.

## Especies aceptadas
A continuación se brinda un listado de las especies del género Kailarsenia aceptadas hasta mayo de 2015, ordenadas alfabéticamente. Para cada una se indica el nombre binomial seguido del autor, abreviado según las convenciones y usos.	
- Kailarsenia campanula (Ridl.) Tirveng. (1983).
- Kailarsenia godefroyana (Kuntze) Tirveng. (1983).
- Kailarsenia hygrophila (Kurz) Tirveng. (1983).
- Kailarsenia lineata (Craib) Tirveng. (1983).
- Kailarsenia stenosepala (Merr.) Tirveng. (1983).
- Kailarsenia tentaculata (Hook.f. Tirveng. (1983).